# 巴蘭達河
巴蘭達河是俄羅斯的河流，位於薩拉托夫州，屬於梅德韋季察河的右支流，發源自伏爾加高地，河水來自融雪，河道全長164公里，流域面積1,900平方公里，河畔城鎮有加里寧斯克。